# العلاقات البوتانية الفيجية
العلاقات البوتانية الفيجية هي العلاقات الثنائية التي تجمع بين بوتان وفيجي.

## مقارنة بين البلدين
هذه مقارنة عامة ومرجعية للدولتين:
| وجه المقارنة                                              | بوتان          | فيجي                                                                 |
| --------------------------------------------------------- | -------------- | -------------------------------------------------------------------- |
| المساحة (كم2)                                             | 38.39 ألف      | 18.27 ألف                                                            |
| عدد السكان (نسمة)                                         | 807.61 ألف     | 915.30 ألف                                                           |
| الكثافة السكانية (ن./كم²)                                 | 21.04          | 50.1                                                                 |
| العاصمة                                                   | تيمفو          | سوفا                                                                 |
| اللغة الرسمية                                             | لغة دزونكا     | لغة إنجليزية، اللغة الفيجية، اللغة الفيجي الهندية، اللغة الهندستانية |
| العملة                                                    | نغولترم بوتاني | دولار فيجي                                                           |
| الناتج المحلي الإجمالي (بليون دولار)                      | 2.51 مليار     | 5.06 مليار                                                           |
| الناتج المحلي الإجمالي (تعادل القوة الشرائية) بليون دولار | 6.49 مليار     | 8.32 مليار                                                           |
| الناتج المحلي الإجمالي الاسمي للفرد دولار أمريكي          | 2.66 ألف       | 4.96 ألف                                                             |
| الناتج المحلي الإجمالي للفرد دولار أمريكي                 | 7.82 ألف       | 8.79 ألف                                                             |
| مؤشر التنمية البشرية                                      | 0.605          | 0.727                                                                |
| رمز المكالمات الدولي                                      | +975           | +679                                                                 |
| رمز الإنترنت                                              | .bt            | .fj                                                                  |
| المنطقة الزمنية                                           | ت ع م+06:00    | ت ع م+12:00                                                          |

## منظمات دولية مشتركة
يشترك البلدان في عضوية مجموعة من المنظمات الدولية، منها:
| علم المنظمة | اسم المنظمة                        | تاريخ انضمام بوتان | تاريخ انضمام فيجي |
| ----------- | ---------------------------------- | ------------------ | ----------------- |
|             | الاتحاد البريدي العالمي            | ?                  | ?                 |
|             | بنك التنمية الآسيوي                | 1982               | 1970              |
|             | يونسكو                             | 13 أبريل 1982      | 14 يوليو 1983     |
|             | وكالة ضمان الاستثمار متعدد الأطراف | 21 أكتوبر 2014     | 24 سبتمبر 1990    |
|             | البنك الدولي للإنشاء والتعمير      | 28 سبتمبر 1981     | 28 مايو 1971      |
|             | الاتحاد الدولي للاتصالات           | 15 سبتمبر 1988     | 5 مايو 1971       |
|             | مؤسسة التمويل الدولية              | 1 ديسمبر 2003      | 12 يوليو 1979     |
|             | منظمة الشرطة الجنائية الدولية      | ?                  | ?                 |
|             | الأمم المتحدة                      | 21 سبتمبر 1971     | 13 أكتوبر 1970    |
|             | مؤسسة التنمية الدولية              | 28 سبتمبر 1981     | 29 سبتمبر 1972    |
|             | منظمة حظر الأسلحة الكيميائية       | ?                  | ?                 |

## وصلات خارجية
- موقع وزارة الخارجية البوتانية
- موقع وزارة الخارجية الفيجية